# Hongqi E-QM5

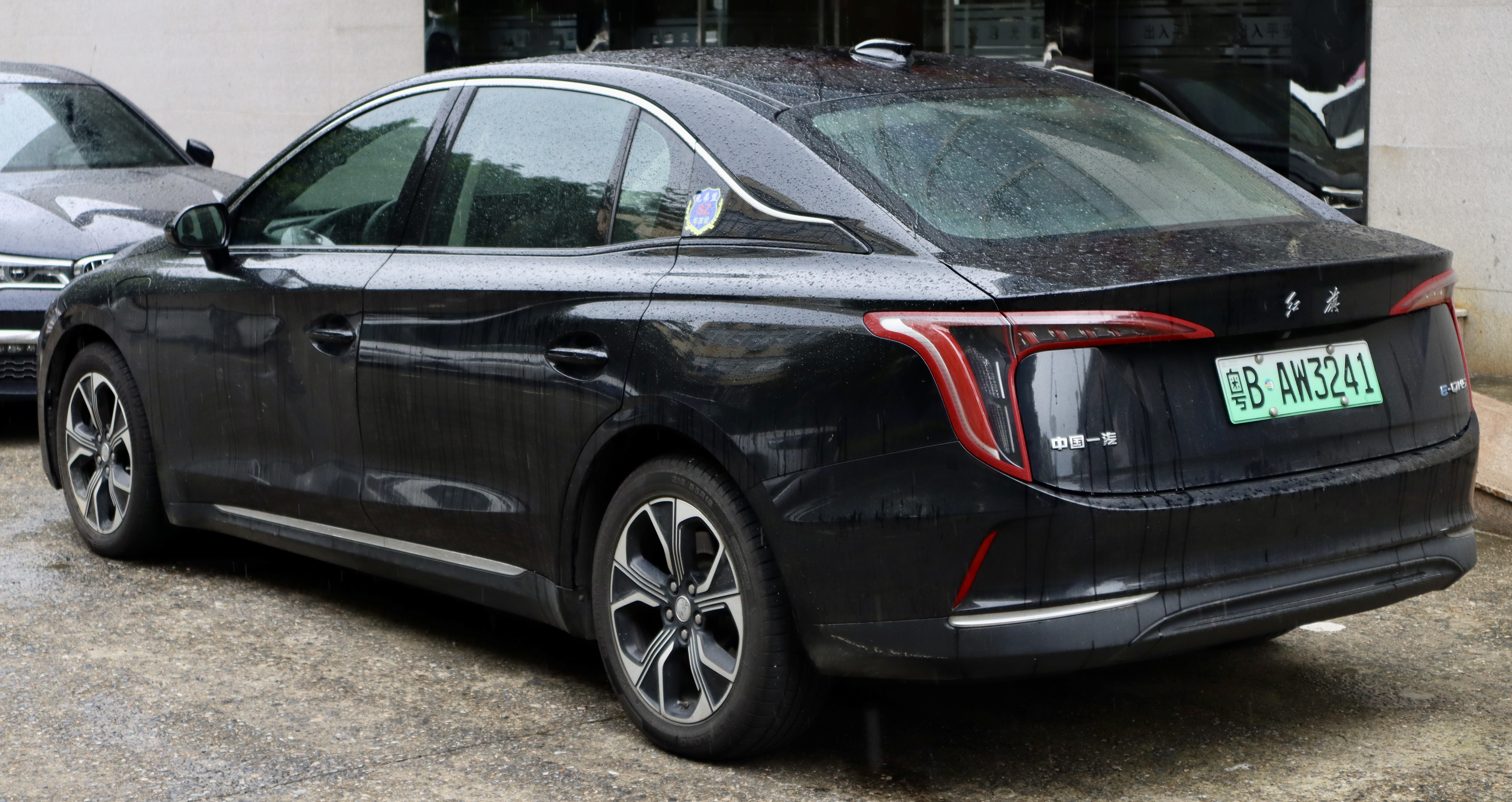
Вид сзади

Hongqi E-QM5 (кит. 红旗E-QM5) — электромобиль на базе Hongqi H5, серийно выпускаемый с 2021 года.

## Описание
Автомобиль Hongqi E-QM5 впервые был представлен в 2021 году в Хайкоу на выставке новых электромобилей. Во многом автомобиль имеет сходство с Hongqi H5 — автомобилем с ДВС. Дизайн схож с автомобилями Rolls-Royce Limited. С 2023 года автомобиль продаётся в России: во Владивостоке и Москве. Его конкурентом является Mercedes-Benz W213.

## Технические характеристики
Hongqi E-QM5 оснащается электродвигателем мощностью 134 л. с. Запас хода по циклу NEDC составляет 431 км. Двигатель питается от литий-железо-фосфатного аккумулятора ёмкостью 55 кВт⋅ч производства Chongqing Fudi.